# 帕陶迪
帕陶迪（Pataudi），是印度哈里亚纳邦Gurgaon县的一个城镇。总人口16064（2001年）。

## 人口
该地2001年总人口16064人，其中男性8504人，女性7560人；0—6岁人口2784人，其中男1537人，女1247人；识字率56.85%，其中男性为64.70%，女性为48.02%。